# Mesosa mediofasciata
Mesosa mediofasciata es una especie de escarabajo longicornio del género Mesosa, categorizada en la tribu Mesosini, de la subfamilia Lamiinae. Fue descrita por Breuning en 1942.

## Descripción
Mide 10-15 mm de longitud.

## Distribución
Se distribuye por Japón.